# Dhu l-Kifl

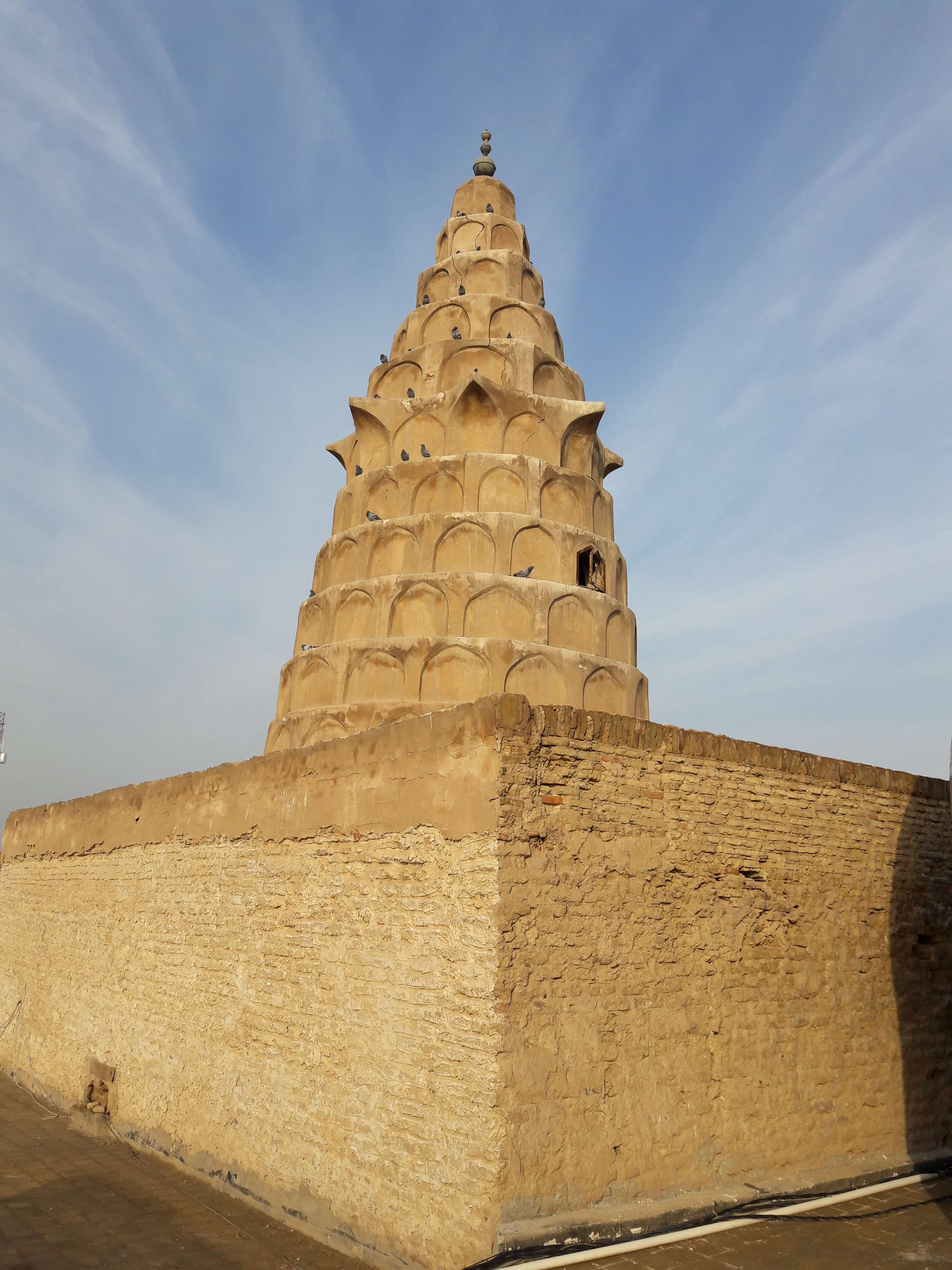
Grabmal des Dhu l-Kifl (2019)

Dhu l-Kifl (arabisch ذو الكفل, DMG Ḏū l-Kifl, auch Dhul-Kifl ; * um 600 v. Chr.) ist eine im Koran genannte Person, die von den Auslegern mit verschiedenen biblischen Gestalten identifiziert wird oder auch als außerbiblische Person von exemplarischer Frömmigkeit gedeutet wird.

## Koranische Erwähnungen
Es gibt zwei Koranstellen, die Dhu l-Kifl erwähnen, jeweils innerhalb einer Dreiergruppe:
- „Und (weiter) Ismael, Idrīs und Dhū l-Kifl. Alle gehörten zu denen, die geduldig sind.“ (Sure 21,85)

- „Und gedenke Ismaels, Elisas und des Dhū l-Kifl! Alle gehören zu den Frommen.“ (Sure 38,48)

## Name
Für den Namen werden verschiedene Deutungen vorgeschlagen:
- Mann des Glücks
- Der mit der Bürgschaft
- Der die Garantie gab
- Der mit der Verdopplung.

## Auslegungstradition
In der muslimischen Tradition wird Dhu l-Kifl oft, aber nicht immer als Prophet verstanden. Für die Deutung als Prophet wird geltend gemacht, dass er zusammen mit je zwei anderen Propheten genannt wird. Alternativ kann Dhu l-Kifl einfach ein durch seine Geduld herausragender Muslim sein, da er in Sure 21 zusammen mit Ismael und Idris genannt wird, deren hervorragende Eigenschaft die Geduld ist.
Die Namensdeutung „Der mit der Verdopplung“ stellt eine Verbindung zu Ijob her, der nach seinem Leiden das Verlorene von Gott doppelt zurück erhält. Da Ijob in Sure 21,84 genannt wurde, identifizieren einige Kommentatoren den im folgenden Vers genannten Dhu l-Kifl mit Bischr / بشر / Bišr, einem imaginären Sohn des Ijob.
Unter den biblischen Personen wird Dhu l-Kifl bevorzugt mit Ezechiel, aber auch mit Josua, Elija und Zacharias gleichgesetzt. As-Suyūtī zählt diese Deutungen auf, bietet aber als Alternative an, dass Dhu l-Kifl ein exemplarischer Frommer gewesen sei, der täglich 100 Niederwerfungen vollzogen habe.

## Grabmal
Im Irak, nahe der Stadt Hilla, befindet sich das Dorf al-Kifl. Hier wird seit dem 10. Jahrhundert von Juden das Grab des Propheten Ezechiel verehrt. Seit dem 12. Jahrhundert lokalisieren Muslime hier das Grab des Dhu l-Kifl, worauf auch das Dorf seinen Namen erhielt. Im Prinzip erkennen Juden und Muslime gegenseitig an, dass diese Stätte auch der anderen Religion heilig ist; in der Praxis wurden (und werden) Juden mitunter am Besuch des Grabes gehindert.
Allein schon die Lage des Schreins an der traditionellen Route der Haddsch-Karawanen aus Irak und Iran garantierte ihm große Beachtung in der islamischen Welt, wie der jüdische Reisende Petachja von Regensburg im 12. Jahrhundert schrieb: „Jeder Ismaelit, der zum Ort des Mohammed [= Medina] reist, geht zum Grab des Ezechiel und gibt eine Gabe und eine Spende für Ezechiel, macht ein Gelübde und betet: Unser Herr Ezechiel, wenn ich zurückkehre, gebe ich dir dies und das.“
Carsten Niebuhr besuchte die heilige Stätte während seiner Arabischen Reise 1766 und beschrieb sie so:

„Kefil ist der hebräische Name von Hesekiel [= Ezechiel], dessen Grab hier jährlich noch von vielen hundert Juden besucht wird. … Sie müssen zufrieden sein, daß man ihnen erlaubt hierher zu wallfahrten. In der Capelle des Propheten unter einem Thürmchen, sieht man weiter nichts als ein aufgemauertes Grab. Der Eigenthümer oder der Beschützer dieses Heiligthums ist eine Familie Araber, die hier eine kleine artige Mosqué mit einem Minâre hat … In der Jahreszeit, wenn die Juden hierher wallfahrten, kommen nicht selten Araber, die ihnen zu ihrer Ankunft Glück wünschen, oder vielmehr Geschenke von ihnen verlangen.“